# Juan Calatayud Sánchez
Juan Calatayud, teljes nevén Juan Jesús Calatayud Sánchez (Antequera, 1979. december 21. –) visszavonult spanyol labdarúgó, kapus.

## Karrierje
Pályafutását a Málaga CF tartalékcsapatában, az akkor Málaga B néven futó Atlético Malagueño együttesében kezdte. Itt 102 meccsen szerepelt, ezt a számot végül az első csapatban nem sikerült túlszárnyalnia. Egyszer-egyszer az Algeciras és a Getafe játékosa is volt, kölcsönben. A Málaga után a Racing de Santander játékosa lett, itt azonban hiába töltött két szezont is, mindössze 8 mérkőzésen jutott szóhoz.
A Hérculeshez 2008 nyarán szerződött, azóta a csapat állandó tagja.
2013 nyarán az NB I-ben szereplő Videoton Fc-hez szerződött.
A Segunda División 2009-10-es szezonjában feljutottak a La Ligába.

## Külső hivatkozások
- Statisztikái az LFP weboldalán (spanyolul)
- Profilja a BDFutbol oldalán
- Futbolme-profilja (spanyolul)